# آنجلو واکارو
آنجلو واکارو (انگلیسی: Angelo Vaccaro؛ زادهٔ ۴ اکتبر ۱۹۸۱) بازیکن فوتبال اهل ایتالیا است.
از باشگاه‌هایی که در آن بازی کرده‌است می‌توان به باشگاه فوتبال اشتوتگارت، باشگاه فوتبال سورنتو کالچو، باشگاه فوتبال بوداپست هونود، و باشگاه فوتبال آگسبورگ اشاره کرد.